# دستجرد (إستبهان)
دستجرد (بالفارسية: دستجرد) هي قرية تقع في منطقة رونيز في إيران. يقدر عدد سكانها بـ 1,173 نسمة.